# 氷見市立図書館
氷見市立図書館（ひみしりつとしょかん）とは、富山県氷見市本町4-9（氷見市教育文化センター内）にある公共図書館。

## 概要
1928年（昭和3年）3月に氷見町立氷見図書館が設立され、1930年（昭和5年）5月、仕切町（現・大町）に蔵書1,000冊余りで開館。1934年（昭和9年）11月に氷見市出身の実業家、中辻喜次郎から私立米沢図書館の蔵書約2万冊の寄贈を受けた（1935年（昭和10年）2月15日より中辻文庫として公開。）。1938年（昭和13年）9月6日の氷見町大火では建物が焼失したものの、書庫の蔵書17,000冊が残った。その後、旧氷見警察署の建物を活用してきた。
現在の図書館は1982年（昭和57年）3月4日に完成した複合施設『氷見市教育文化センター』内にて同年4月17日にオープンしたものである。図書館の延床面積は528m2。
中辻文庫の他、考古学関係書など2,400冊を集めた湊文庫がある。